# Polar Music
Polar Music — шведская звукозаписывающая компания, созданная в 1963 году Стигом Андерсоном и его партнером Бенгтом Бернхагом. Первой группой, которая была ими открыта, была Hootenanny Singers, в которой играл Бьёрн Ульвеус. Затем была группа АББА, прославившаяся на весь мир. Сейчас фирма Polar Music принадлежит Universal Music Group.

## Описание

Логотип Polar Music

Polar Music Prize, музыкальная премия, которая была создана Стигом Андерсоном в 1989 году после продажи своей компании фирме PolyGram
В мае 1978 года была открыта студия звукозаписи Polar Music.
В августе 2004 студия прекратила своё существование по причине непомерно высокой арендной платы за помещение, в котором она располагалась.

## Артисты
Артисты записывавшиеся в студии:
ABBA, Gemini, Benny Andersson, Alive Feat, Jessie Martins, Lena Andersson, Chana, Crosstalk, Dilba, Emilia, Frida, Agnetha и Linda, Ted Gärdestad, Hellacopters, The Infinite Mass, Fredrik Kempe, Lambretta, Led Zeppelin, Maarja, Paulo Mendonca, Mr. Vegas Fea Intense, Emma Nilsdotter, Mats Paulson, Pineforest Crunch, Sam (Musician), Skintrade, Starr Chukki/infinit, Svenne & Lotta, Joey Tempest, Top Notch, Topaz Sound, E-Type, Roxette, Dr. Alban, Pink Floyd и Anders Widmark.